# Leonardo Ulrich Steiner
Leonardo Ulrich Steiner (Forquilhinha, 6 novembre 1950) è un cardinale, arcivescovo cattolico e teologo brasiliano, dal 27 novembre 2019 arcivescovo metropolita di Manaus.

## Biografia
Leonardo Ulrich Steiner è nato il 6 novembre 1950 a Forquilhinha, arcidiocesi di Florianópolis (oggi nella diocesi di Criciúma) e Stato federato di Santa Catarina, sulla costa meridionale della Repubblica Federale del Brasile; proveniente da una devota famiglia cattolica di immigrati di origine tedesca, è il tredicesimo dei sedici figli di Leonardo Steiner e Carlota Arns.
Numerosi suoi familiari sono divenuti sacerdoti e suore, e tra questi vi è anche suo cugino cardinale Paulo Evaristo Arns, il cui padre, Gabriel Arns, era fratello di sua madre, e che per lui è sempre stato un esempio: nati nella stessa cittadina, infatti sono divenuti entrambi frati francescani, poi nominati vescovi e cardinali.

### Formazione e ministero sacerdotale
Dopo aver ricevuto l'istruzione primaria, nel 1963 ha cominciato quella secondaria al Seminário Santo Antônio di Agudos, gestito dai padri francescani, dove ha ottenuto il diploma nel 1969 ed ha continuato a studiare fino al 1971. Sentendo maturare la vocazione al sacerdozio, il 20 gennaio 1972 è entrato nell'Ordine dei frati minori, istituto religioso fondato nel 1210 da Francesco d'Assisi, presso il noviziato della Provincia francescana dell'Immacolata Concezione del Brasile. Nel 1973 si è trasferito a Petrópolis, dove ha compiuto gli studi di filosofia e teologia nel seminario francescano per il quinquennio successivo; al contempo, qui è stato anche insegnante e consulente al Colégio dos Meninos Cantores per quattro anni, fino al 1977; intanto, il 2 agosto 1976 ha emesso la professione solenne, all'età di venticinque anni.
Al termine del percorso di formazione, ha ricevuto l'ordinazione sacerdotale il 21 gennaio 1978, nella città natale, per imposizione delle mani di suo cugino cardinale Arns, arcivescovo metropolita di São Paulo, all'età di ventisette anni. Poco dopo, gli è stato affidato l'incarico di maestro dei postulanti a Guaratinguetá, servendo al contempo come vicario parrocchiale nella chiesa di São Benedito, finché è tornato al Seminário Santo Antônio di Agudos, dove dal 1979 è stato professore e consulente educativo per un triennio, servendo anche nella parrocchia di São Paulo Apóstolo.
Nel 1981 ha iniziato il corso di pedagogia al Centro Universitário Salesiano de São Paulo (UNISAL) a Lorena, dove ha conseguito il baccellierato in pedagogia nel 1982, mentre dal 1983 al 1986 ha ripreso gli incarichi di maestro dei postulanti e viceparroco a Guaratinguetá, ai quali ha aggiunto anche quello di assistente delle Equipes de Nossa Senhora. Inoltre, nel 1985 è stato nominato assistente del Mosteiro de Nazaré das Clarissas a Lages, ruolo svolto per un decennio, e segretario per la formazione e gli studi della Provincia francescana dell'Immacolata Concezione, che ha ricoperto fin quando è stato eletto maestro dei novizi e dei fratelli di professione temporanea a Rodeio nel 1987, officiando anche nella parrocchia di São Francisco de Assis. Nel 1990 è stato eletto membro della prima Commissione pro Ratio Studiorum dell'Ordine dei Frati Minori e cinque anni dopo visitatore generale della Provincia francescana del Rio Grande do Sul.
Nel 1995 si è trasferito a Roma, in Italia, per un soggiorno presso il Pontificio Ateneo Antonianum, dove ha conseguito la licenza in filosofia nel 1998; nel 1999 è stato nominato segretario generale dello stesso ateneo per quattro anni e contemporaneamente ha cominciato gli studi per il dottorato in filosofia, che ha conseguito due anni dopo con una tesi intitolata A Asseidade – O Conceito de Deus em Bernhard Welte ("L'Aseità – Il concetto di Dio in Bernhard Welte"); nel 2001 è divenuto anche professore ospite di lettura classica e metodologia filosofica. Inoltre, dal 1997 ha preso contatti nel Südoldenburg, nella Bassa Sassonia in Germania, assumendo la rappresentanza festiva nelle parrocchie di St. Antonius a Rechterfeld e St. Vitus a Visbek per i successivi sei anni, rimanendo in contatto amichevole con molte persone, tra i quali il futuro vescovo missionario in Brasile Johannes Bahlmann ed il vescovo ausiliare Timmerevers, di cui è stato più volte ospite; spesso ha anche collaborato nel convento francescano di Schwaz, in Tirolo.
Tornato in Brasile, nel 2003 è divenuto vicario della parrocchia del Senhor Bom Jesus dos Perdões e docente presso la Facoltà di filosofia di Bom Jesus, dell'Instituto de Filosofia São Boaventura a Curitiba, svolgendo tali uffici fino alla promozione all'episcopato.

### Ministero episcopale e cardinalato

#### Prelato di São Félix
Il 2 febbraio 2005 papa Giovanni Paolo II lo ha nominato, cinquantaquattrenne, prelato di São Félix; è succeduto al settantaseienne Pedro Casaldáliga Plá, C.M.F., dimissionario per raggiunti limiti d'età. Ha ricevuto la consacrazione episcopale il 16 aprile seguente, nella cattedrale di San Paolo apostolo a Blumenau, per imposizione delle mani di suo cugino cardinale Arns, arcivescovo emerito di São Paulo, assistito dai co-consacranti monsignori Angélico Sândalo Bernardino, vescovo di Blumenau, ed Heinrich Timmerevers, vescovo titolare di Tulana ed ausiliare di Dresda-Meißen; ha preso possesso della sede durante una celebrazione successiva svoltasi nella cattedrale dell'Assunzione di Maria Vergine a São Félix do Araguaia. Come suo motto episcopale ha scelto Verbum caro factum est, che tradotto vuol dire "Il Verbo si fece carne" (Giovanni 1, 14).
Durante il suo episcopato nella prelatura territoriale, è stato particolarmente coinvolto nelle contese tra i senza terra ed i grandi proprietari terrieri, oltre che nella difesa dei popoli indigeni come gli Xavante.
Il 7 settembre 2009 si è recato in Vaticano, insieme ad altri membri dell'episcopato brasiliano, per la visita ad limina apostolorum, allo scopo di discutere con il pontefice della situazione e dei problemi relativi alla sua diocesi.
Nell'ambito della Conferenza nazionale dei vescovi del Brasile (CNBB), nel 2007 è divenuto membro della Commissione episcopale pastorale per i ministeri ordinati e la vita consacrata e vicepresidente della regione Ovest 2, di cui è stato anche vescovo referente per i sacerdoti, per il Consiglio missionario indigeno (CIMI) e per i giovani. Ha ricoperto questi incarichi finché il 10 maggio 2011, durante l'ultima sessione della 49ᵃ assemblea generale, è stato eletto al primo scrutinio segretario generale della stessa CNBB per il quadriennio successivo, ricevendo 202 voti su 268 e subentrando a Dimas Lara Barbosa, promosso arcivescovo metropolita di Campo Grande il 4 maggio precedente.

#### Vescovo ausiliare di Brasilia
Il 21 settembre successivo papa Benedetto XVI lo ha nominato, sessantenne, vescovo ausiliare di Brasilia, assegnandogli contestualmente la sede titolare di Tisiduo. Infatti, essendo quello di segretario della CNBB un incarico piuttosto impegnativo, dal 1979 era sempre stato un vescovo ausiliare a ricoprirlo, piuttosto che un vescovo diocesano. Un mese dopo, il 10 novembre, è stato ricevuto in udienza dal papa assieme ai nuovi vertici della Conferenza episcopale, cioè il cardinale presidente Raymundo Damasceno Assis e l'arcivescovo vicepresidente José Belisário da Silva.
Nel 2012 la CNBB lo ha eletto per prendere parte come padre sinodale alla XIII assemblea generale ordinaria del Sinodo dei vescovi, svoltasi nella Città del Vaticano dal 7 al 28 ottobre successivi, con tema La nuova evangelizzazione per la trasmissione della fede cristiana.
È stato ricevuto in udienza dal nuovo papa Francesco, sempre insieme ai vertici della CNBB, il 28 settembre 2013 ed il 30 settembre 2014.
Il 20 aprile 2015 è stato rieletto per un secondo mandato come segretario generale Conferenza nazionale dei vescovi del Brasile, che poco dopo lo ha eletto come sostituto per prendere parte alla XIV assemblea generale ordinaria del Sinodo dei vescovi, svoltasi dal 4 al 25 ottobre successivi, con tema La vocazione e la missione della famiglia nella Chiesa e nel mondo contemporaneo.
Insieme ai nuovi vertici dell'episcopato brasiliano, il cardinale presidente Sérgio da Rocha e l'arcivescovo vicepresidente Murilo Sebastião Ramos Krieger, è stato ricevuto in udienza dal papa il 5 settembre 2015, il 20 ottobre 2016, il 19 ottobre 2017 ed il 3 dicembre 2018.
Ha terminato l'incarico di segretario generale della CNBB il 7 maggio 2019, durante la 57ª assemblea generale, quando gli è succeduto Joel Portella Amado, vescovo titolare di Carmeiano ed ausiliare di Rio de Janeiro.

#### Arcivescovo metropolita di Manaus
Il 27 novembre successivo papa Francesco lo ha promosso, sessantanovenne, arcivescovo metropolita di Manaus; è succeduto al sessantacinquenne Sérgio Eduardo Castriani, C.S.Sp., dimissionario per motivi di salute. Ha preso possesso dell'arcidiocesi durante una cerimonia svoltasi nella Cattedrale dell'Immacolata Concezione a Manaus il 31 gennaio 2020, mentre il 29 giugno seguente, giorno della solennità dei Santi Pietro e Paolo, si è recato presso la basilica di San Pietro in Vaticano, dove il pontefice gli ha consegnato il pallio, simbolo di comunione tra la Santa Sede ed il metropolita, che gli è stato imposto in una celebrazione successiva.
Di fronte al negazionismo sulla Pandemia di COVID-19 in Brasile del presidente Jair Bolsonaro e del suo governo, monsignor Steiner ha evitato il confronto verbale ed ha preferito lasciare che le azioni della Chiesa servissero da risposta. Ha dichiarato: "Tali questioni ideologiche sono molto complesse. Ma la chiesa non può smettere di manifestare le sue posizioni. Allo stesso tempo, mostriamo attraverso il nostro lavoro ciò che pensiamo sia la vera solidarietà...[I negazionisti] hanno perso sensibilità verso il prossimo. Ma il lavoro che i cattolici stanno facendo a Manaus, portando conforto e speranza ai senzatetto, agli immigrati e ai poveri, è fantastico. Ecco perché la nostra voce continuerà a farsi sentire".
Nel 2020 si è dichiarato a favore della legalizzazione delle unioni omosessuali.
Dal 27 marzo 2022 è vicepresidente della Conferenza ecclesiale dell'Amazzonia.
Il 29 maggio 2022, al termine del Regina Caeli, papa Francesco ha annunciato la sua creazione a cardinale; nel concistoro del 27 agosto seguente lo ha creato cardinale presbitero di San Leonardo da Porto Maurizio ad Acilia. Il 4 dicembre seguente ha preso possesso del titolo cardinalizio.
Il 7 e 8 maggio 2025 ha partecipato come cardinale elettore al conclave che ha portato all'elezione di papa Leone XIV.

## Genealogia episcopale e successione apostolica
La genealogia episcopale è:
- Cardinale Scipione Rebiba
- Cardinale Giulio Antonio Santori
- Cardinale Girolamo Bernerio, O.P.
- Arcivescovo Galeazzo Sanvitale
- Cardinale Ludovico Ludovisi
- Cardinale Luigi Caetani
- Cardinale Ulderico Carpegna
- Cardinale Paluzzo Paluzzi Altieri degli Albertoni
- Papa Benedetto XIII
- Papa Benedetto XIV
- Papa Clemente XIII
- Cardinale Bernardino Giraud
- Cardinale Alessandro Mattei
- Cardinale Pietro Francesco Galleffi
- Cardinale Giacomo Filippo Fransoni
- Cardinale Carlo Sacconi
- Cardinale Edward Henry Howard
- Cardinale Mariano Rampolla del Tindaro
- Cardinale Rafael Merry del Val
- Arcivescovo Duarte Leopoldo e Silva
- Arcivescovo Paulo de Tarso Campos
- Cardinale Agnelo Rossi
- Cardinale Paulo Evaristo Arns, O.F.M.
- Cardinale Leonardo Ulrich Steiner, O.F.M.

La successione apostolica è:
- Vescovo Evaristo Pascoal Spengler, O.F.M. (2016)
- Vescovo José Altevir da Silva, C.S.Sp. (2017)
- Vescovo Zenildo Lima da Silva (2023)
- Vescovo Joaquim Hudson de Souza Ribeiro (2024)
- Vescovo Raimundo Vanthuy Neto, Ist. del Prado (2024)
- Vescovo Samuel Ferreira de Lima, O.F.M. (2025)